# Friedrich Kettler

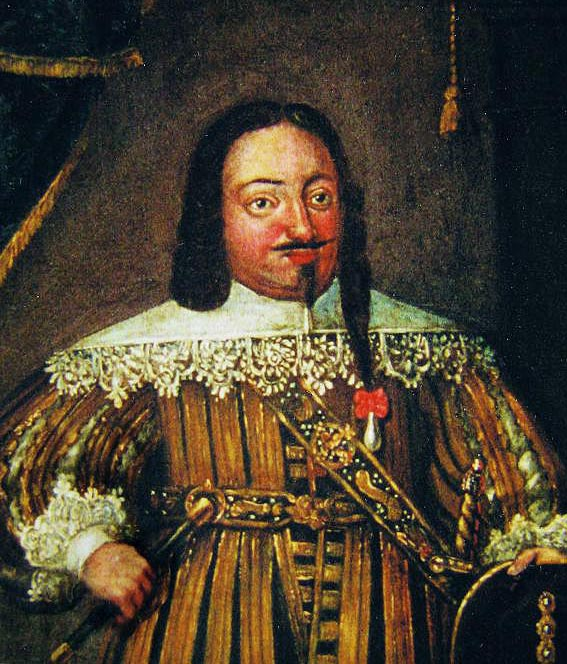
Friedrich Kettler

Friedrich Kettler (* 25. November 1569 in Mitau; † 15. oder 17. August 1642) aus dem Hause Kettler war mit einigen Unterbrechungen von 1587 bis 1642 Herzog von Kurland und Semgallen.

## Leben
Friedrich Kettler wurde als Sohn von Herzog Gotthard und dessen Frau Anna von Mecklenburg-Güstrow geboren. Verheiratet war er mit Elisabeth Magdalena von Pommern, der Tochter Ernst Ludwigs von Pommern-Wolgast. Nach dem Tod seines Vaters regierte er bis 1595 für seinen unmündigen Bruder Wilhelm mit. Durch den Vertrag von Hofzumberge vom 21. Mai 1596 teilten die Brüder die Herrschaft, die niedere Gerichtsbarkeit und die Hofhaltung, und zwar in einen kurländischen Herrschaftsbereich im Westen für Wilhelm mit Goldingen als Residenzstadt und einen semgallischen Herrschaftsbereich im Osten für Friedrich mit Mitau als Residenzstadt. Nach der Ermordung der Brüder Nolde, der beiden Wortführer der Ritterschaftsopposition, 1615 wurden beide Herzöge 1616 von der Oberlehnsherrschaft abgesetzt. Der schuldlose Friedrich erhielt sodann zunächst Semgallen und nach der Formula Regiminis von 1617 im Jahre 1618 auch Kurland zurück. Durch das neue Verfassungsgesetz von 1617 war das Herzogtum Kurland zu einer Adelsrepublik nach polnischem Vorbild geworden. Der Herzog war seitdem bei wichtigen Entscheidungen an die Zustimmung der Ritterschaft gebunden.
Seine Leistungen bis zu seinem Tode erstreckten sich darauf, sich gegenüber der Ritterschaft zu behaupten, die Nachfolge seines seit 1616 von der Sukzession ausgeschlossen gewesenen Neffen Jakob durchzusetzen und seinem militärisch schwachen Land im Schwedisch-Polnischen Krieg die Neutralität zu bewahren.